# Miko-De Gribaldy
El equipo Miko-De Gribaldy fue un equipo ciclista belga, de ciclismo en ruta que compitió entre 1974 a 1976.

## Principales resultados
- Lieja-Bastoña-Lieja: Georges Pintens (1974)
- Burdeos-París: Herman Van Springel (1974)
- E3 Harelbeke: Herman Van Springel (1974)
- Flecha Brabanzona: Herman Van Springel (1974)
- Kuurne-Bruselas-Kuurne: Wilfried Wesemael (1974)
- París-Niza: Michel Laurent (1976)

### En las grandes vueltas
- Giro de Italia
  - 0 participaciones

- Tour de Francia
  - 3 participaciones (1974, 1975, 1976)
  - 1 victorias de etapa:
    - 1 el 1976: Hubert Mathis

  - 0 clasificaciones secundarias:

- Vuelta a España
  - 3 participaciones (1974, 1975, 1976)
  - 4 victorias de etapa:
    - 1 el 1974: Eric Leman
    - 2 el 1975: Wilfried Wesemael, Luc Leman
    - 1 el 1976: Georges Pintens

  - 0 clasificación finales:
  - 0 clasificaciones secundarias: